# Биси

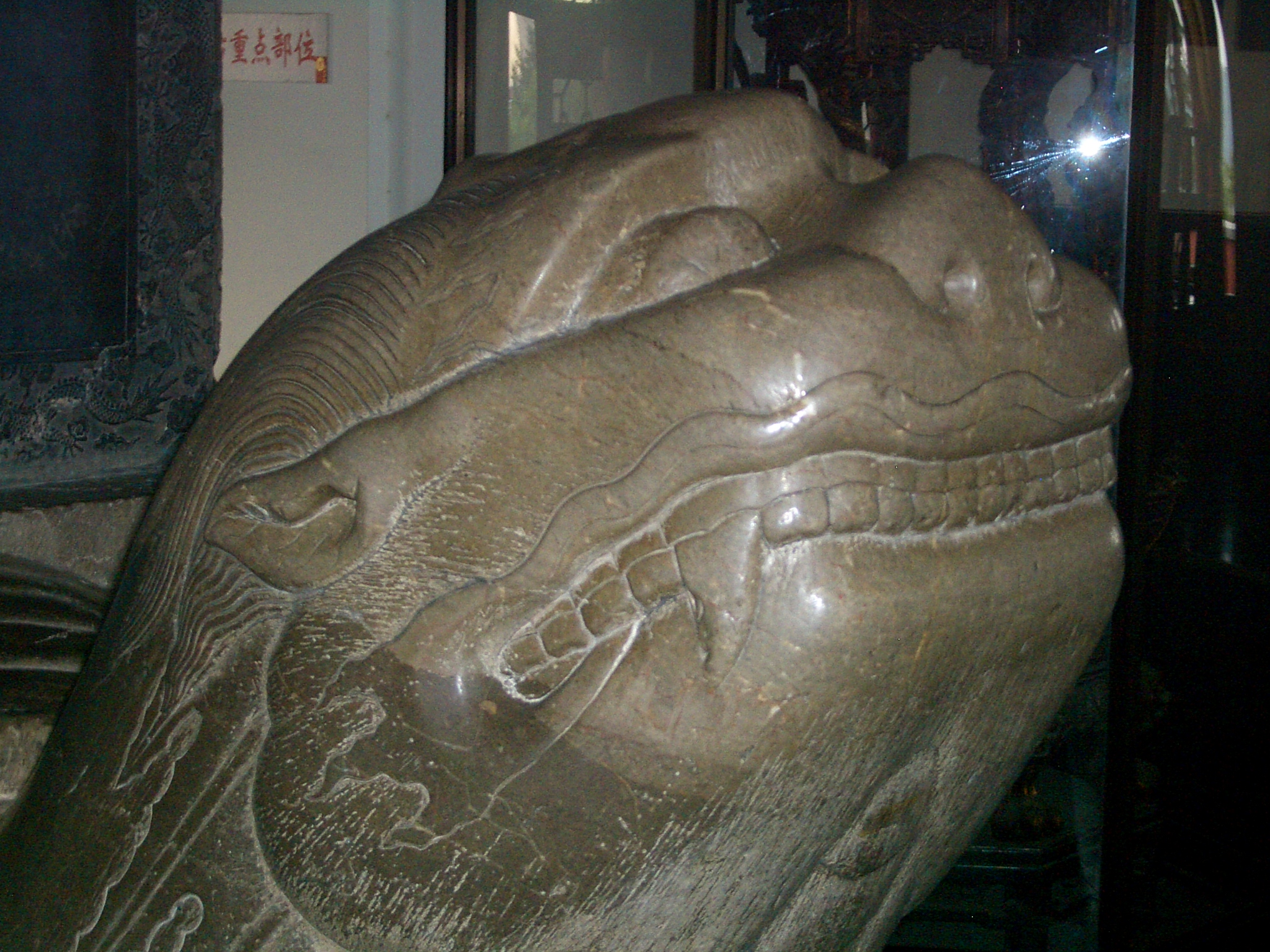
Голова ушастой черепахи-биси в Барабанной Башне Нанкина

Биси (кит. трад. 贔屭, упр. 赑屃, пиньинь bìxì, палл. биси) — помесь китайского дракона с китайской черепахой, один из «Девяти сыновей дракона» в китайской мифологии.
Повадки биси традиционно описываются как «биси любят носить тяжести» (赑屃喜负重, bixi xi fu zhong), и поэтому в китайской архитектуре они обычно появляются в виде исполинской ушастой, зубастой и/или косматой черепахи, несущей на своей спине стелу с важным текстом. В разных вариантах такие черепахи встречаются как в Китае, так и в сопредельных государствах: Вьетнаме, Корее, Монголии и даже в России (две черепахи из Уссурийска в Приморском крае).
В древних китайских традициях черепаха часто являлась символом баснословного долголетия; её форма связывалась со строением мироздания; приписываемая черепахам близость к божественному обусловила их использование для гадания. Все эти факторы могли служить основанием для выбора черепахи как символического существа, по чьему образу и подобию должно строить сооружения, рассчитанные на вечность. Некоторые западные авторы высказывали также мнение, что мотив черепахи-постамента связан с традиционным индийским образом черепахи, держащей на своей спине слона, на котором покоится весь мир (ср. World Turtle; Курма).
Другие китайские названия, употребляемые для таких каменных черепах — «гуйфу» (龟趺) и «бася» (霸下). Чаще всего, впрочем, монумент такого типа описывается просто как «стела, несомая черепахой» (龟驮碑, «гуйфу бэй»).

## История

### Возникновение традиции

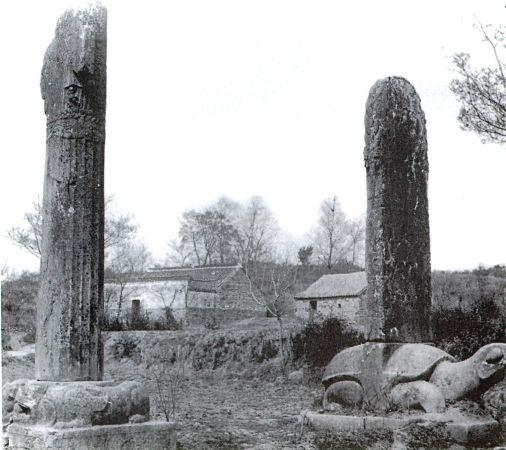
Часть скульптурного ансамбля у гробницы Сяо Сю (ок. 518 г). Фото Виктора Сегалена

Традиция установления стелы на каменную черепаху началась не позднее III в. н. э. Согласно археологическим обзорам Виктора Сегалена (около 1917 г.) и Чжэн Дэкуня (1957 г), древнейший известный памятник такого рода — стела у мавзолея Фань Миня (樊敏) в уезде Лушань, городского округа Яань (провинция Сычуань).
Он относится к 205 г. н. э., то есть последним десятилетиям ханьской династии.

Стела имеет закруглённый верх с барельефом дракона; Чжэн Дэкунь рассматривает его как возможный предшественник популярного мотива более поздних стел, увенчанных двумя сплетёнными драконами.
К несколько более позднему времени (272 г) относится хранящийся в Нанкинском музее керамический сосуд «хуньпин», украшенный миниатюрной скульптурной группой, включающей в себя модель черепахи со стелой, сооружённых цзиньским губернатором города Чанша (совр. пров. Хунань).
Широко известен сравнительно хорошо сохранившийся ансамбль скульптур у гробницы Сяо Сю (Xiao Xiu; 475—518), младшего брата первого лянского императора У-ди, под Нанкином, включающий четырёх черепах со стелами в разной степени сохранности
. Пара черепах уцелела и от мавзолея другого императорского брата, Сяо Хуна (蕭宏; 473—526).

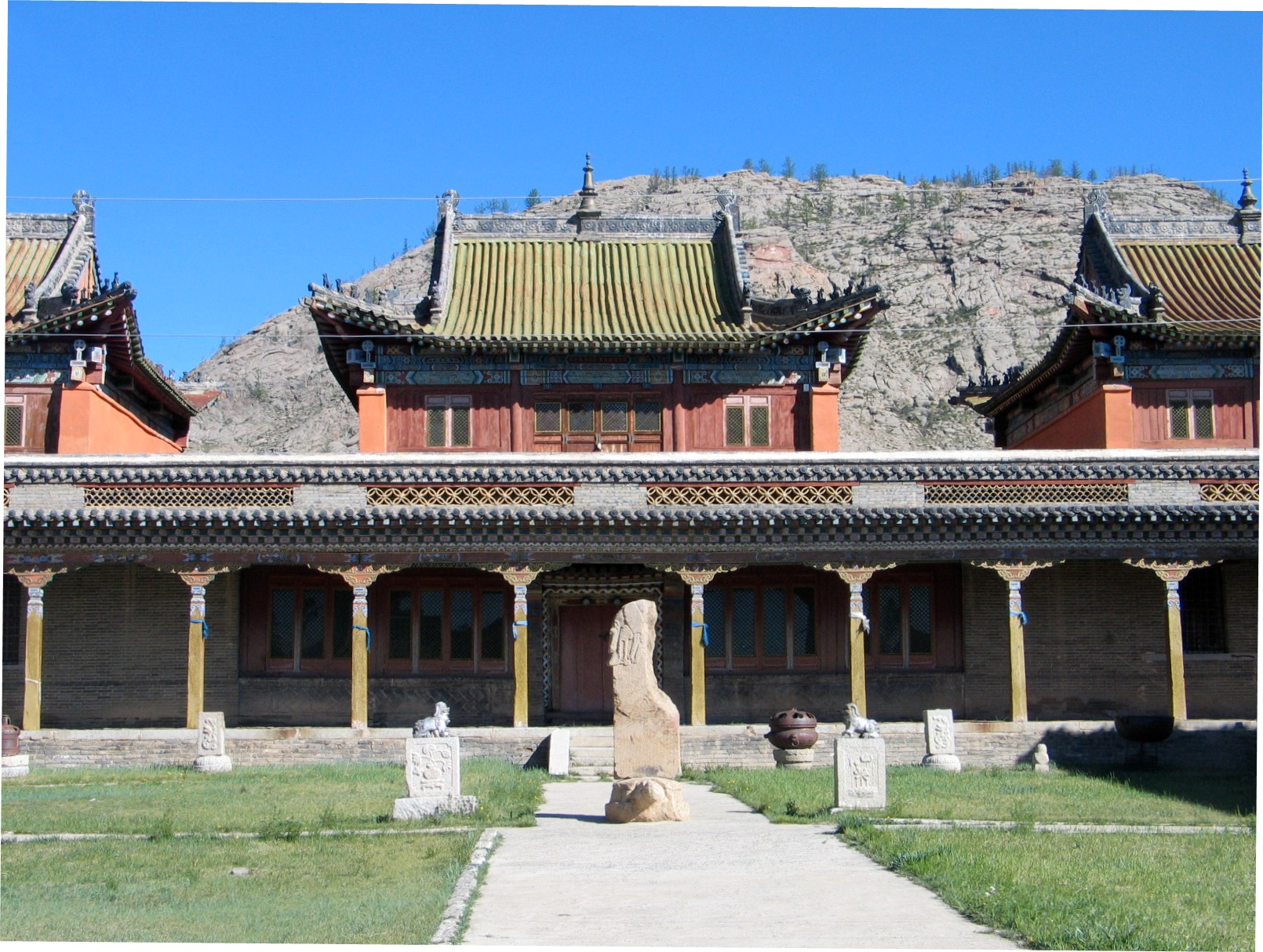
«Бугутская стела» VI в. Сейчас установлена перед цэцэрлэгским монастырём.

Поскольку во времена лянской и последующих Южных Династий украшать гробницы стелами и скульптурами на поверхности земли разрешалось лишь членам императорского дома, менее знатным персонам приходилось довольствоваться миниатюрными стелами (табличками) c эпитафиями, спрятанными внутри гробниц. Эти мини-стелы (так называемые «мучжи», 墓志) нередко также стояли на небольших каменных черепашках. Существовала и довольно редкая форма «мучжи» без стелы как таковой; в этом случае эпитафия могла быть написана прямо на черепахе.
Несколько хорошо сохранившихся биси сунского периода (царствие Хуэйцзуна, 1100—1126) можно увидеть в храмовом комплексе Даймяо (岱庙) у подножия священной горы Тайшань.

### Каменные черепахи в степях и тайге

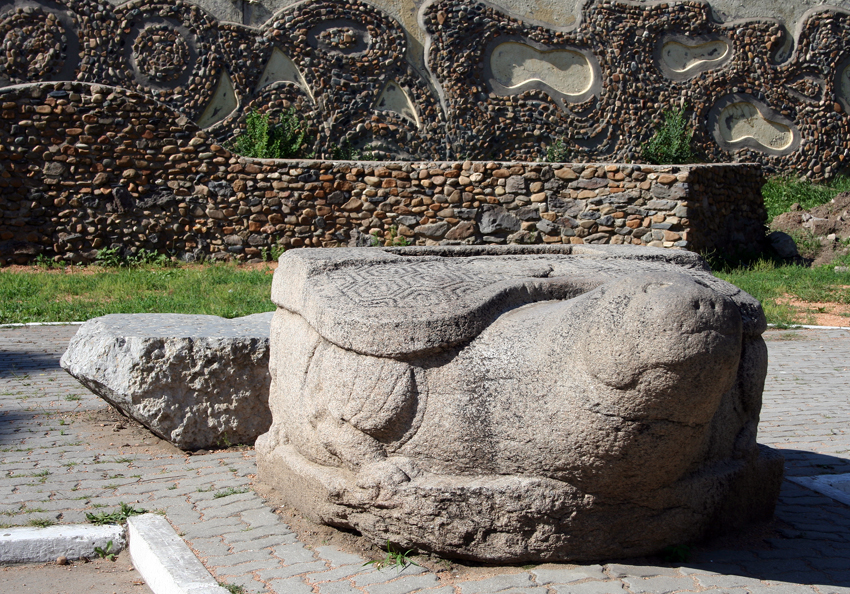
Чжурчжэньская каменная черепаха в Уссурийске

Уже в первом тысячелетие нашей эры образ гигантской черепахи — носителя важной информации стал проникать к соседним народам, находившимся под влиянием китайской культуры. Древнейший дошедший до нас памятник Тюркского каганата — так называемая «Бугутская стела» конца VI века из аймака Архангай в центральной Монголии, с согдийским и (видимо) санскритским текстом — была установлена на такой черепахе.
По мнению турецкого исследователя Чингиза Алъилмаза, именно по примеру этого монумента многие из стел с древнетюркскими руническими надписями, возведенные в Восточно-тюркском (позднее, Уйгурском) каганате в VIII веке были установлены на подобных же черепахах. Такова, например, Терхинская (Тариатская) стела (около 744 года, долина реки Терхин-гол в Монголии).
Ныне эта черепаха, с руническими письменами на ней самой и на сохранившихся обломках стелы, находится в Улан-Баторе в Институте истории Академии наук Монголии.

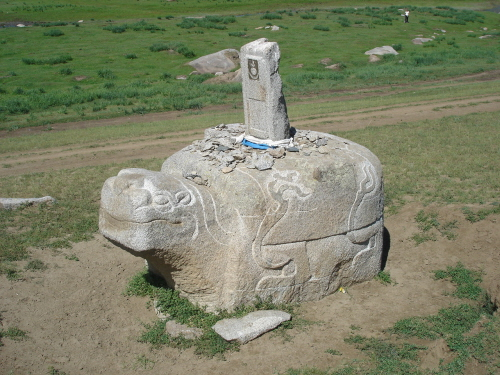
Каменная черепаха юаньской династии в Каракоруме

В 1868 году в районе нынешнего Уссурийска были найдены две каменные черепахи, очевидно установленных у чьих-то захоронений. Одна из них, весом 6400 килограмм, была в 1896 году перевезена в Хабаровск; c 1900 года она стоит там перед зданием краеведческого музея.
Как установил советский востоковед Виталий Ларичев, эта черепаха была надгробием чжурчжэньского полководца Эсыкуя (кит. упр. 阿思魁, пиньинь Asikui, палл. Асыкуй; 1080—1136), принадлежавшему к клану Ваньянь (完颜), основавшему династию Цзинь. Вторая же черепаха до сих находится в Уссурийске. где после нескольких перемещений по городу она обосновалась в городском парке (см. фото).
Монгольская династия Юань, правившая Китаем в XIII—XIV веках, продолжала ценить каменных черепах. Вера в их долговечность не была напрасной: практически всё, что осталось на поверхности земли от ранней юаньской столицы, Каракорума (на территории современной Монгольской Республики) — это одинокая каменная черепаха, первоначально видимо нёсшая стелу или колонну.

### Минский и цинский Китай

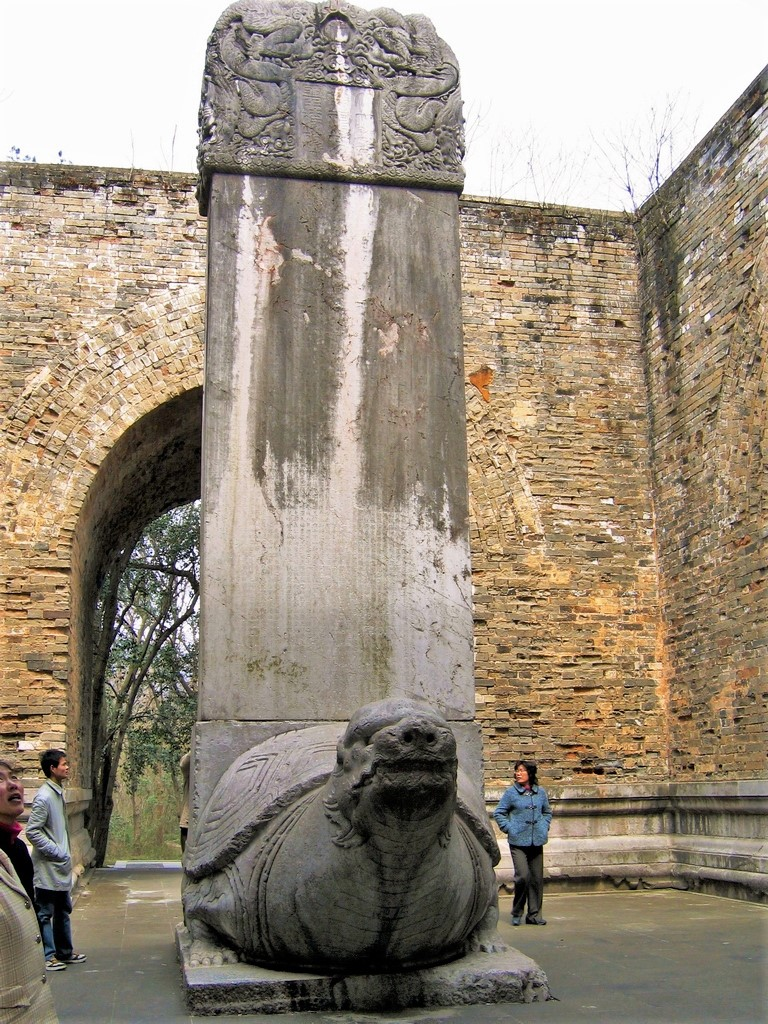
Биси со стелой у мавзолея первого минского императора Чжу Юаньчжана (начало XV в). Навершие стелы в виде сплетённых драконов — стандарт для императорских стел, встречающийся уже в сунскую эпоху и сохранившийся в течение минского и цинского периода. Количество «украшательства» на самой черепахе довольно скромно

Большинство биси, сохранившихся до наших дней, относятся к Минской и Цинской династий Китая.
Согласно правилам, утверждённым основателем династии Мин Чжу Юаньчжаном в год её провозглашения (1368 г), мавзолеям мандаринов высших трёх разрядов полагалось 6 статуй животных и стела, стоящая на черепахе и увенчанная сплетёнными безрогими драконами чи. Представителям 4-го и 5-го разрядов также полагалась биси со стелой того же типа, но лишь с 4 животными. Мандаринам низших, 6-го и 7-го разрядов ни животных, ни биси уже не полагалось: их увековечивала всего лишь стела с простым закруглённым верхом на обычном четырёхугольном постаменте; ну а простолюдинам дозволялся лишь простой могильный камень.
В 1396 г. император сделал биси более эксклюзивными. Теперь биси полагались только дворянству высших степеней (公 титул и 侯 хоу), и мандаринам высших трёх разрядов. При этом лишь стелы высших дворян (гун и хоу) и мандаринов первого класса были увенчаны безрогими драконами; при этом ансамбль их мавзолеев мог также включать статуи 2 человек, 2 тигров, 2 лошадей, 2 баранов, и 2 колонны. Стелы мандаринов второго разряда вместо драконов должны были увенчиваться единорогами (цилинь?), а третьего — мифическими животными тяньлу и
бисе (см. Писю).
Прочим чиновникам приходилось довольствоваться простыми стелами с закруглённым верхом на четырёхугольном постаменте, и меньшим (или вообще никаким) набором статуй.
Когда сам Чжу Юаньчжан скончался в 1398 г, ключевым объектом его мавзолея Сяолин под Нанкином стала, естественно, установленная его сыном Чжу Ди стела на исполинской черепахе-биси. Длина черепахи 5,15 м, ширина 2,54 м, и высота 2,8 м; высота стелы вместе с черепахой составляет 8,78 м. Она находится в павильоне Сыфанчэн (四方城), при входе в мавзолейный комплекс.

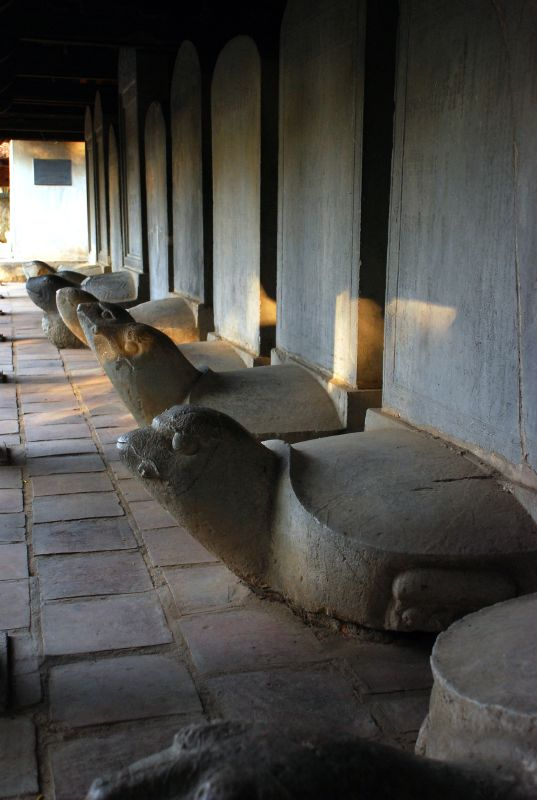
Ряд черепах в Храме Литературы в Ханое. На их стелах с 1484 г. записывались имена кандидатов, успешно сдавших госэкзамены

Подобные же стелы можно увидеть и у гробниц большинства остальных минских и цинских императоров, а также по всему Китаю в местах, посещённых императором или каким-либо другим способом удостоенных высочайшего внимания. Огромное пресмыкающееся, величаво несущее плиту со словами императора и простирающее своё выразительное лицо к читателю, придавало особую значимость императорскому тексту. В наши дни текст на стеле многовекового возраста иной раз уже стёрся от эрозии, но его носительница-черепаха напоминает нам, что он был, и был важен.
Иногда биси несли стелы, посвящённые и иностранным правителям. Например, когда в 1408 г. молодой брунейский султан Абдул Маджид Хассан скончался во время своего визита в Китай, его захоронение под Нанкином было также оснащено приличествующей его званию черепахой. Когда ок. 1623-25 гг. во время строительных работ в Сиане была найдена Несторианская стела VIII века — древнейший христианский памятник в Китае, — то её также незамедлительно установили на черепаху.
Межгосударственные конфликты не были преградами для каменных черепах: стела на биси занимает столь же почетное место в мавзолее основателя Вьетнамской династии Ле, Ле Лоя (Lê Lợi) (1384 или 1385—1433), изгнавшего войска китайской Минской династии из Вьетнама, как и в мавзолее основателя Минской династии Чжу Юаньчжана (1328—1398), изгнавшего монголов из Китая.
Черепахи со стелами устанавливались как под открытым небом, так и в беседках, или даже в закрытых помещениях (как, например, биси цинского периода на Барабанной Башне в Нанкине).
К XVI в. биси, наряду с рядом мифических созданий, давно украшавших произведения китайской архитектуры и декоративно-прикладного искусства, попадает в составляемые рядом авторов списки «девять сыновей дракона». В частности, по традиции, представленной в книге «Шэнъань вайцзи» (升庵外集) поэта и писателя Ян Шэня (1488—1559), биси оказывается самым старшим из 9 детей дракона.

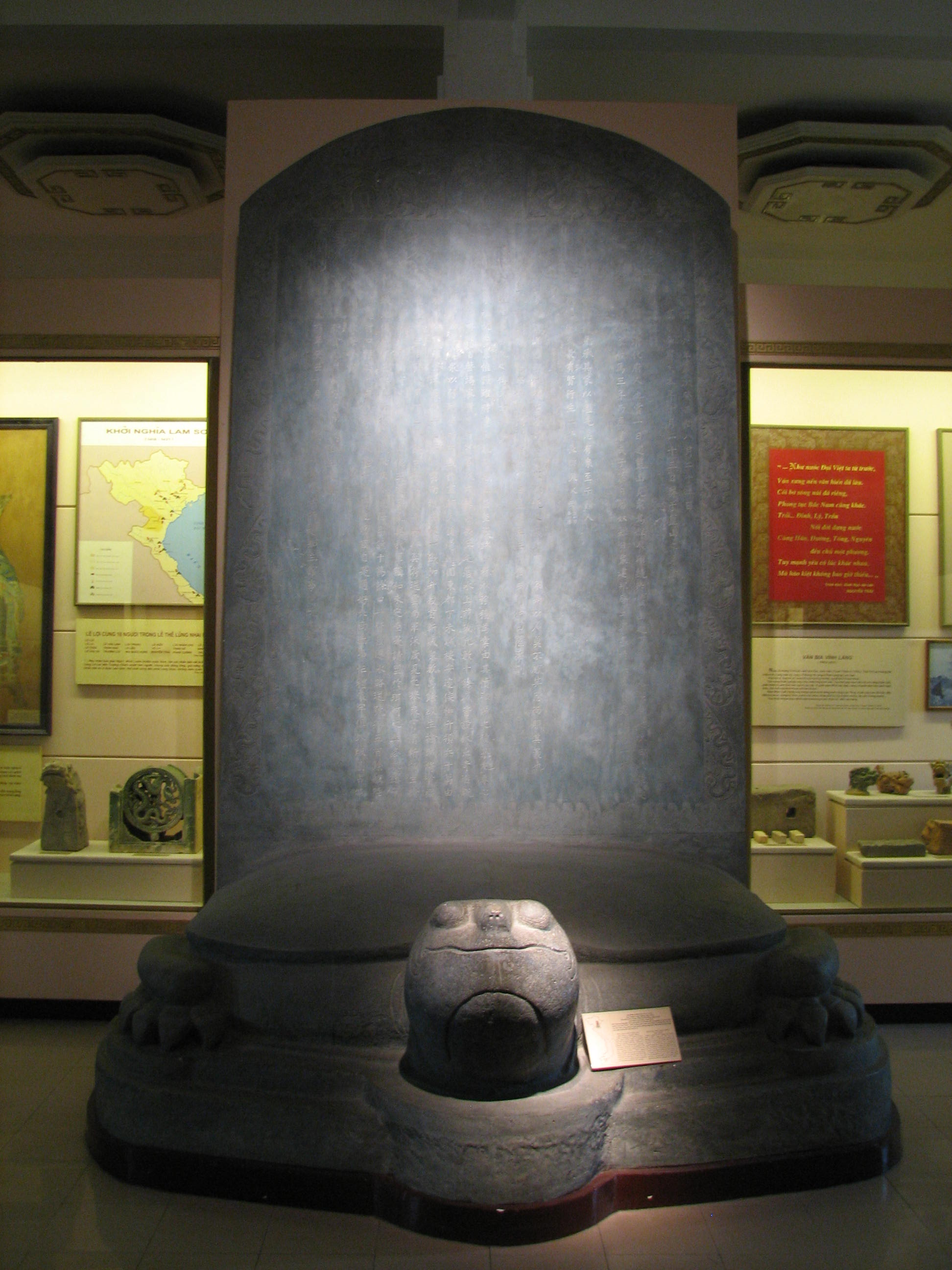
Черепаха со стелой в честь вьетнамского императора Ле Лоя
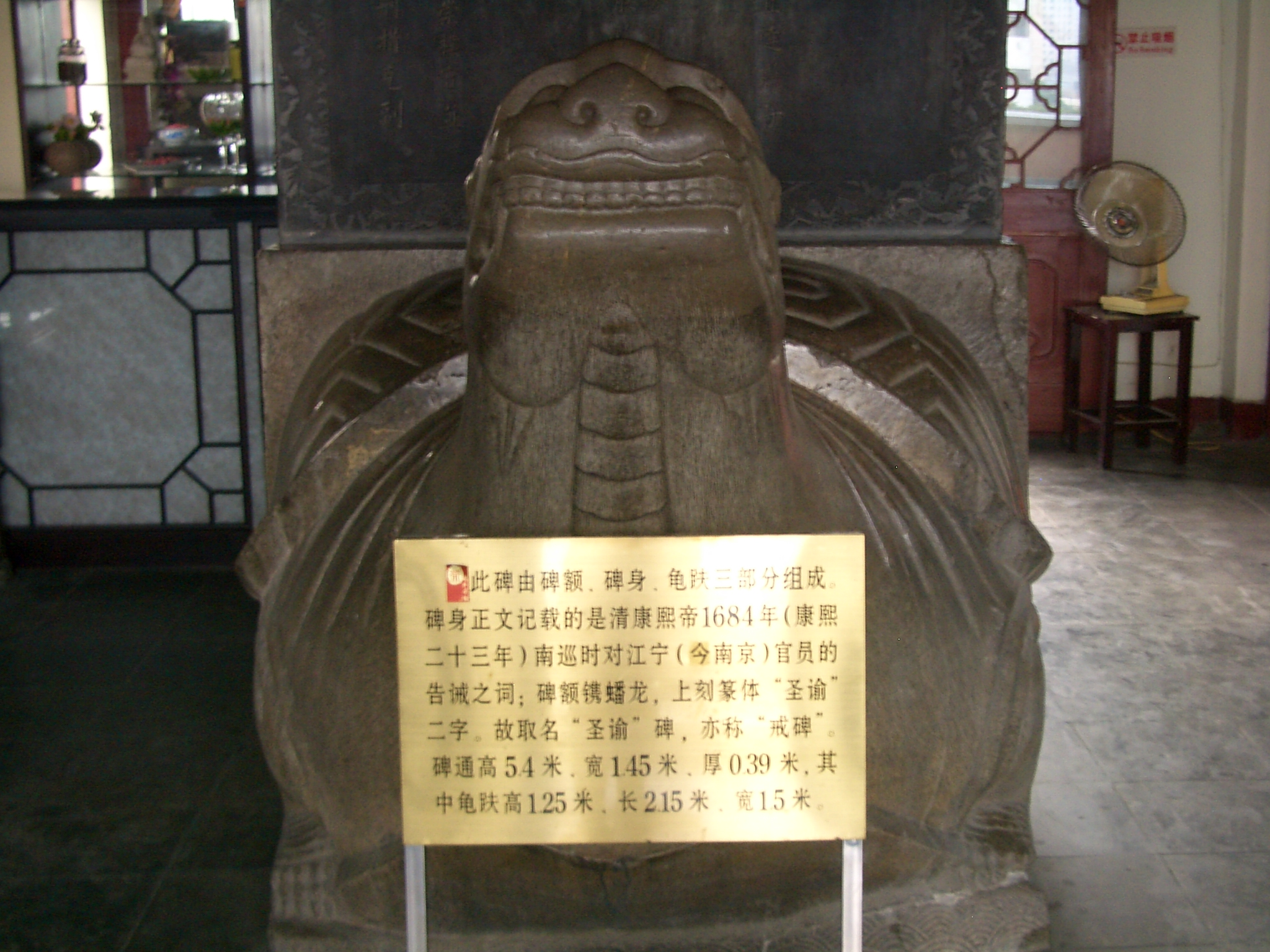
Биси со стелой в честь посещения Нанкина цинским императором Канси
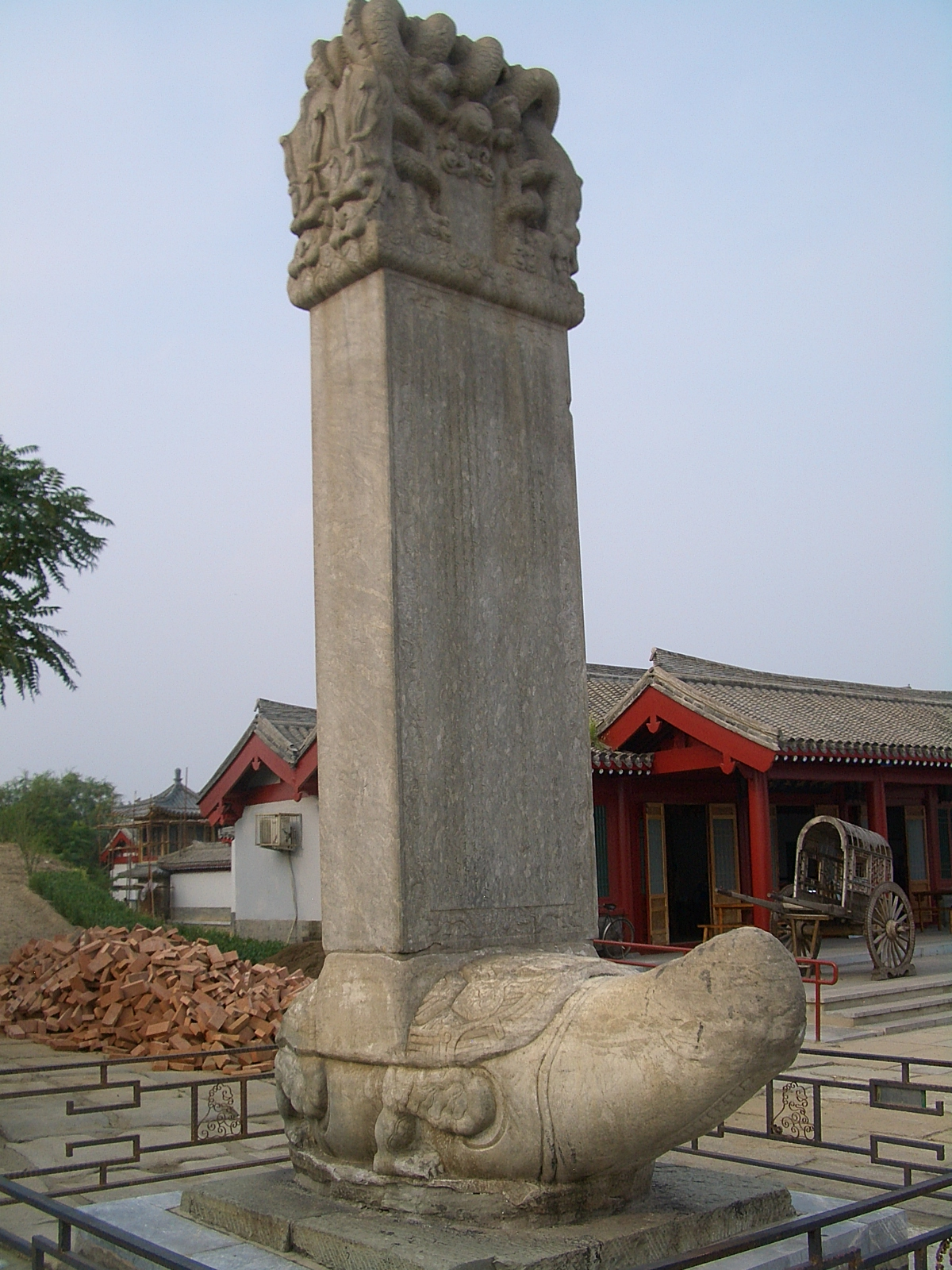
Биси со стелой в честь перестройки Моста Марко Поло цинским императором Канси
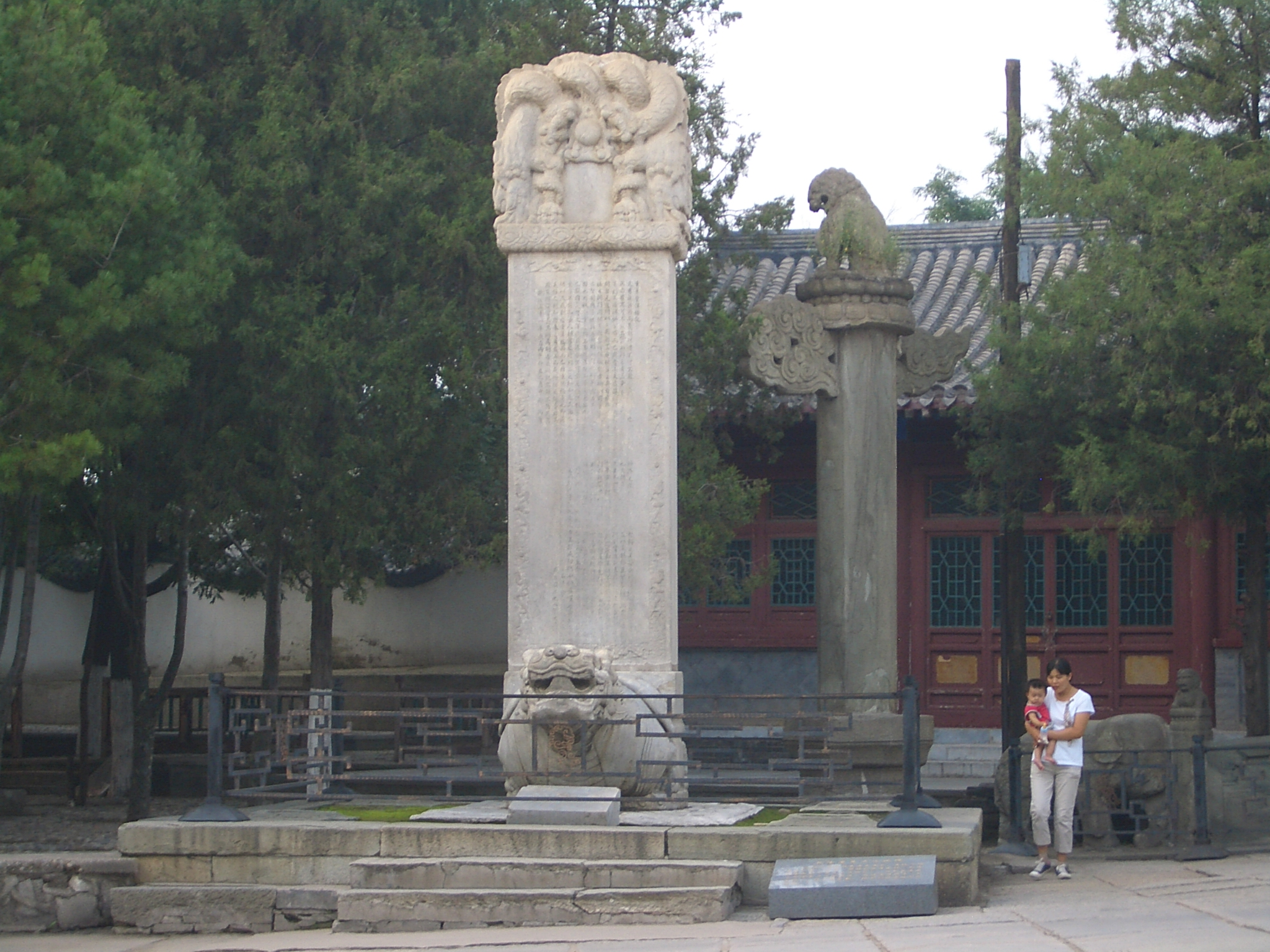
Биси со стелой в честь перестройки того же моста цинским императором Цяньлуном
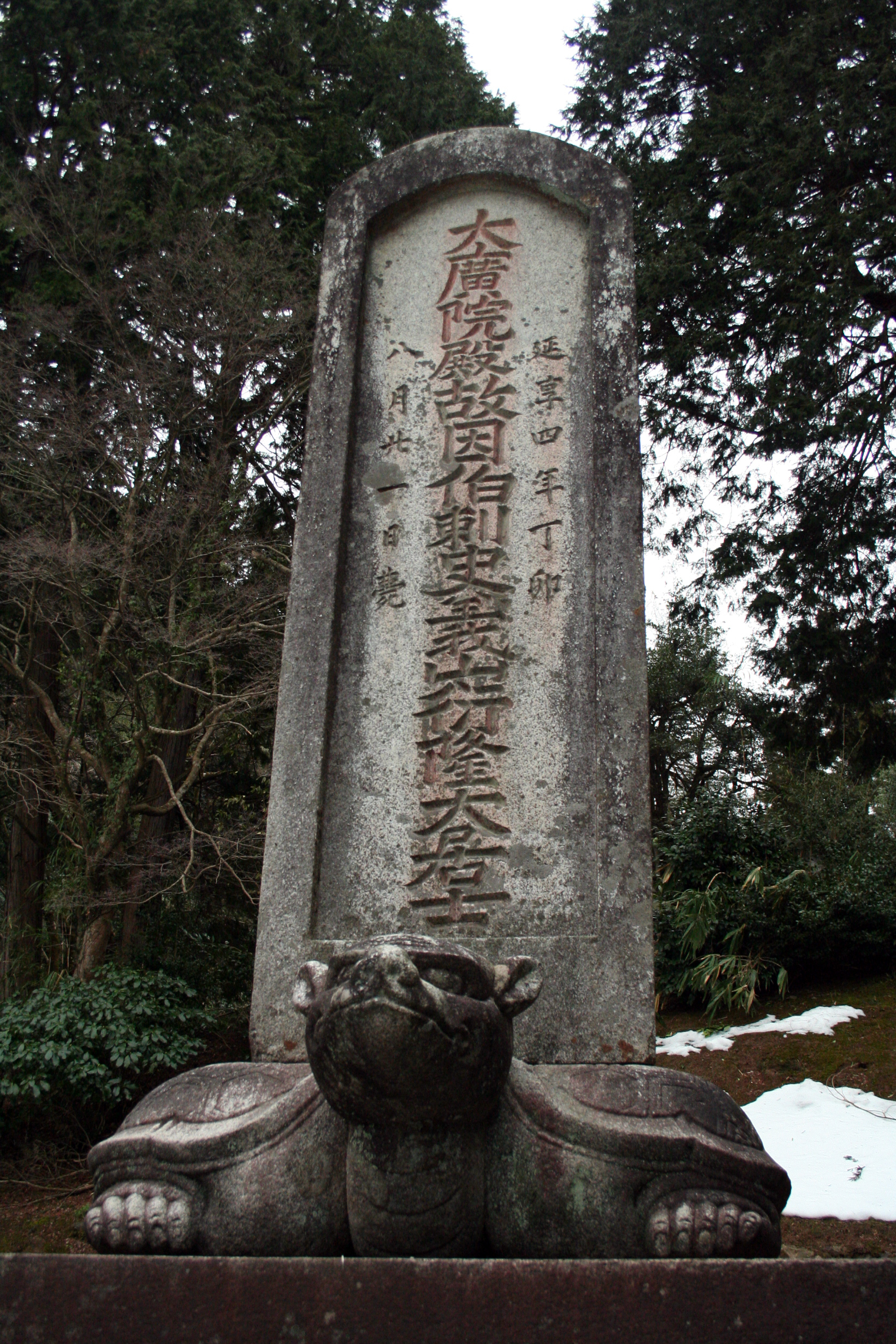
Гробница Икэда Мунэясу, даймё Тоттори (Япония, 1747)

### Китайская Республика (1912—1949 гг.)

Член ЦК КПК, тов. Тань Чжэньлинь, изображённый хунвэйбинскими карикатуристами в виде черепахи-биси во время кампании критики против него (1967 г)

После свержения самодержавия в 1911 г., атмосфера восстаний и гражданских войн не была самой подходящей для монументального строительства.
Тем не менее, в 1916 г. после смерти Юань Шикая, и при жизни мечтавшего о императорских почестях, в его честь была воздвигнута стела на биси в Аньяне.
А когда молодая республика воздвигла мемориальный комплекс в Нанкине в честь бойцов, павших во время Северного похода (1927 г) и при защите Шанхая от японских захватчиков (1932 г), то наряду с пагодой Лингу в него вошла и стела, несомая черепахой-биси.

### Китайская Народная Республика (с 1949 г.)

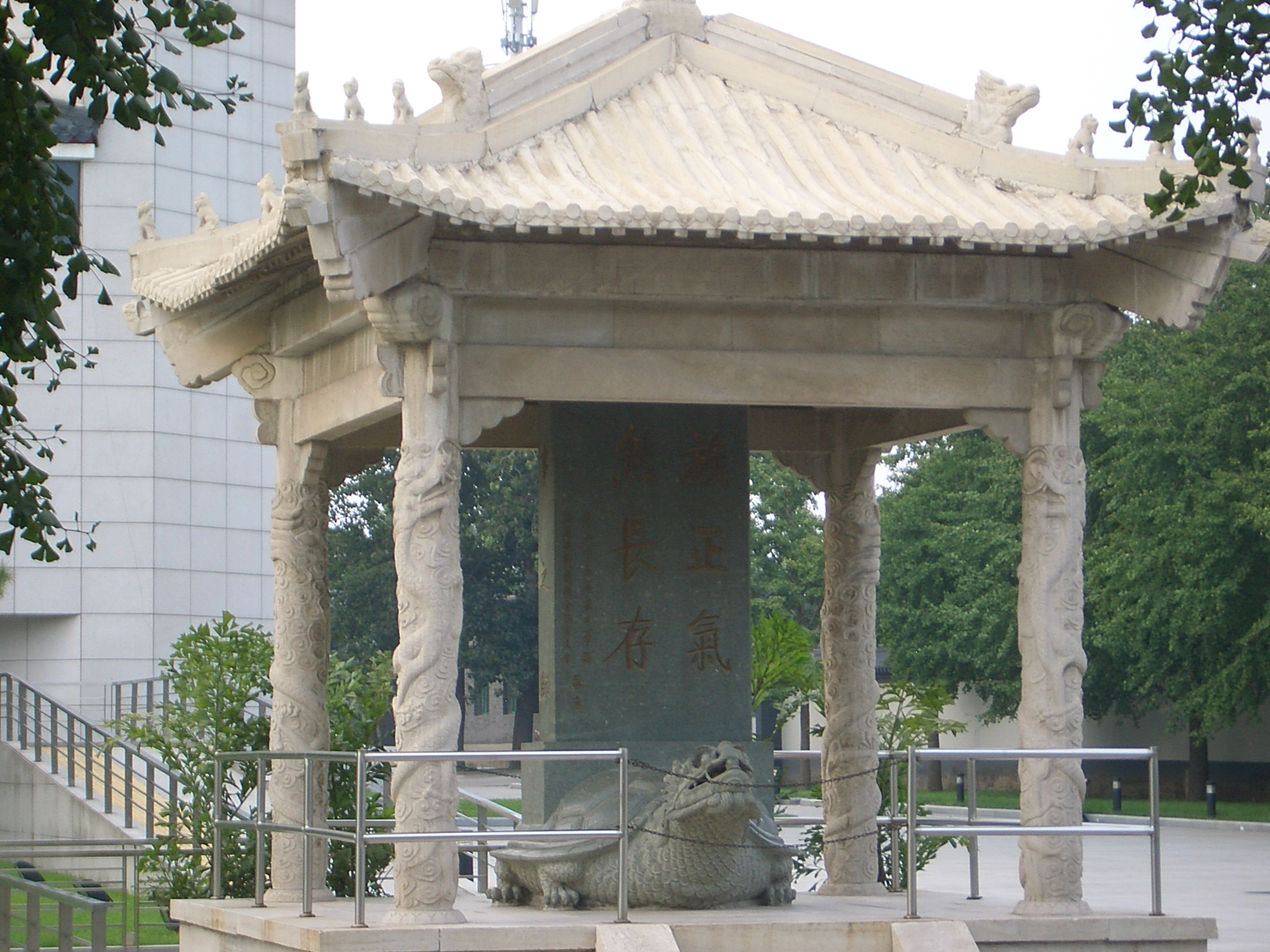
Стела на биси, с драконовой головой (характерной для
средне-цинского периода) и в традиционной беседке, у Музея войны китайского народа против Японии (1995 г.)

Строительство стел на черепахах было одно из многих традиций, незаслуженно забытых после победы коммунистов в гражданской войне. Хотя стелы и обелиски продолжали возводиться — например, Памятник народным героям в Пекине (1952-58 гг) или Монумент с обращением Мао Цзэдуна в честь победы уханьцев над наводнением 1954 г. (en) (Ухань, 1969 г.) — они были лишены черепашьей поддержки. В годы Культурной революции образ черепахи-биси если и вспоминался, то как символ «старого общества»; его можно было даже увидеть на карикатуре, обличавшей очередного критикуемого руководителя в потворстве бывшим помещикам и кулакам.
Однако к концу XX в. китайские архитекторы и скульпторы стали возвращаться к национальным традициям, давая новую жизнь черепахам-биси. Так, например, именно драконоглавая биси держит стелу у Музея антияпонской войны китайского народа в пекинской крепости Ваньпин со словами «Правое дело народа будет жить в веках» (民族正气浩然长存, Minzu zhengqi haoran changcun), установленную в 1995 г. к 50-летию победы над Японией.

## Эволюция форм каменных черепах
За почти два тысячелетия своего развития мотив черепахи-биси претерпел определённые изменения. Если в сунскую и цзиньскую эпохи (XI в) черепахи выглядели весьма натуралистично, то к раннеминскому периоду (XV в) их лица и панцири начинают приобретать некоторое количество украшений, и к эре Цяньлуна (цинская династия, XVIII в) их головы, как правило, становятся совсем драконьими. (Ср. например сунских и цинские черепахи у храма Даймяо). Во Вьетнаме же облик черепах остался верен ранним канонам, без значительного украшательства.
Интересную скульптуру можно увидеть в городке Цзиньгуаши (金瓜石) близ Тайбэя. Современные тайваньские скульпторы переосмыслили древнюю концепцию биси, и до какой то степени вернулись к её корням, выполнив статую черепахи в натуралистическом, а не в традиционном (цинском) «драконоподобном стиле».
Подобный же монумент существует и в центре корейского Пусана.

## Легенды о каменных черепахах

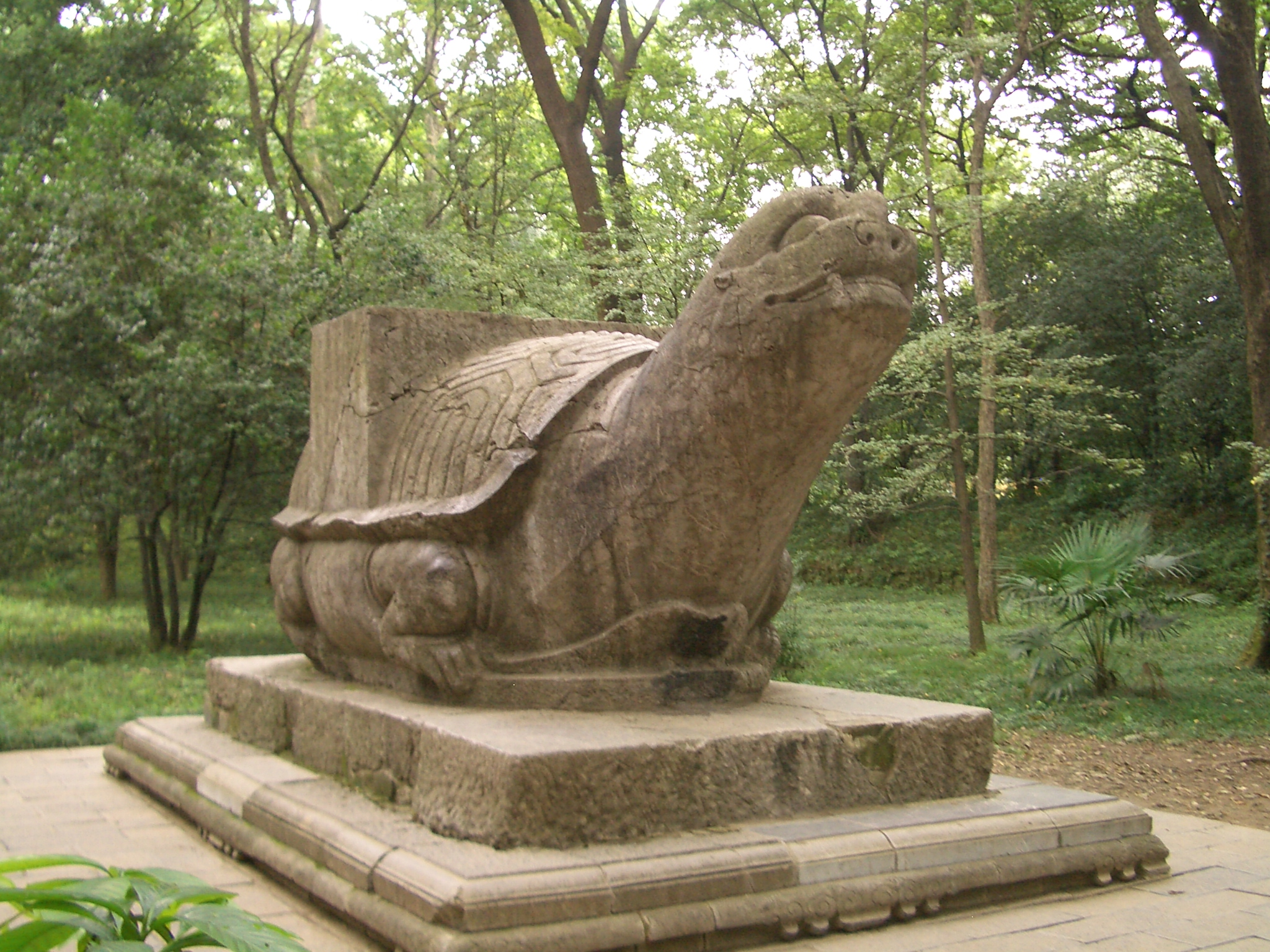
Биси неизвестного происхождения, но вероятно Минской династии, у храма Лингу в Нанкине. Стела утрачена.

Как вероятно и было задумано скульпторами, гигантские каменные черепахи производили впечатление на население. Как и другие монументальные сооружения, они служили поводом к созданию легенд, особенно после того, как никто уже не помнил, в честь кого биси была установлена. В сборнике «Необыкновенные истории» (述异记, Шу и цзи), приписываемом Жэнь Фану (任昉, 460—508 н. э.), рассказывается про каменную черепаху, стоявшую на приморском холме, создание которой молва приписывала полулегендарному покровителю строителей Лу Баню (507—440 до н. э.). По легенде, каждое лето она уплывала в море, а на зиму опять возвращалась на свой холм.
Согласно рассказу, именно эта легенда вдохновила поэта Лу Цзи (261—303 н. э.) на строки:
Каменная черепаха хранит в сердце любовь к морю,

Как же мне забыть о родном крае?
В сборнике IX века «Всякая всячина из Юяна» авторства Дуань Чэнши содержится история о другой биси, любившей море. Отсутствие стелы на спине этой черепахи из уезда Линьи (пров. Шаньдун) объяснялось следующим образом. По легенде, во времена Поздней Чжао (319—351 гг. н. э.) эта черепаха каждую ночь ходила в море купаться, вместе с со стелой на своей спине, и потому каждый день на ней были свежие водоросли. Но однажды один человек стал украдкой следить за ней, и окликнул её, как раз когда она собиралась войти в воду. Черепаха испугалась и убежала, а стела упала с её спины и разбилась.
А в уезде Юйяао (пров. Чжэцзян) рассказывали историю про двух каменных черепах с царского мавзолея из соседнего уезда Фуян, повадившихся по ночам есть зерно с казённого склада. Им отбили рты, и исчезновение зерна прекратилось.

Образ черепахи-биси остается источником вдохновения для современных поэтов
и художников.